# Dembińscy herbu Nieczuja

Herb Nieczuja

Herb Nieczuja Dembińskich

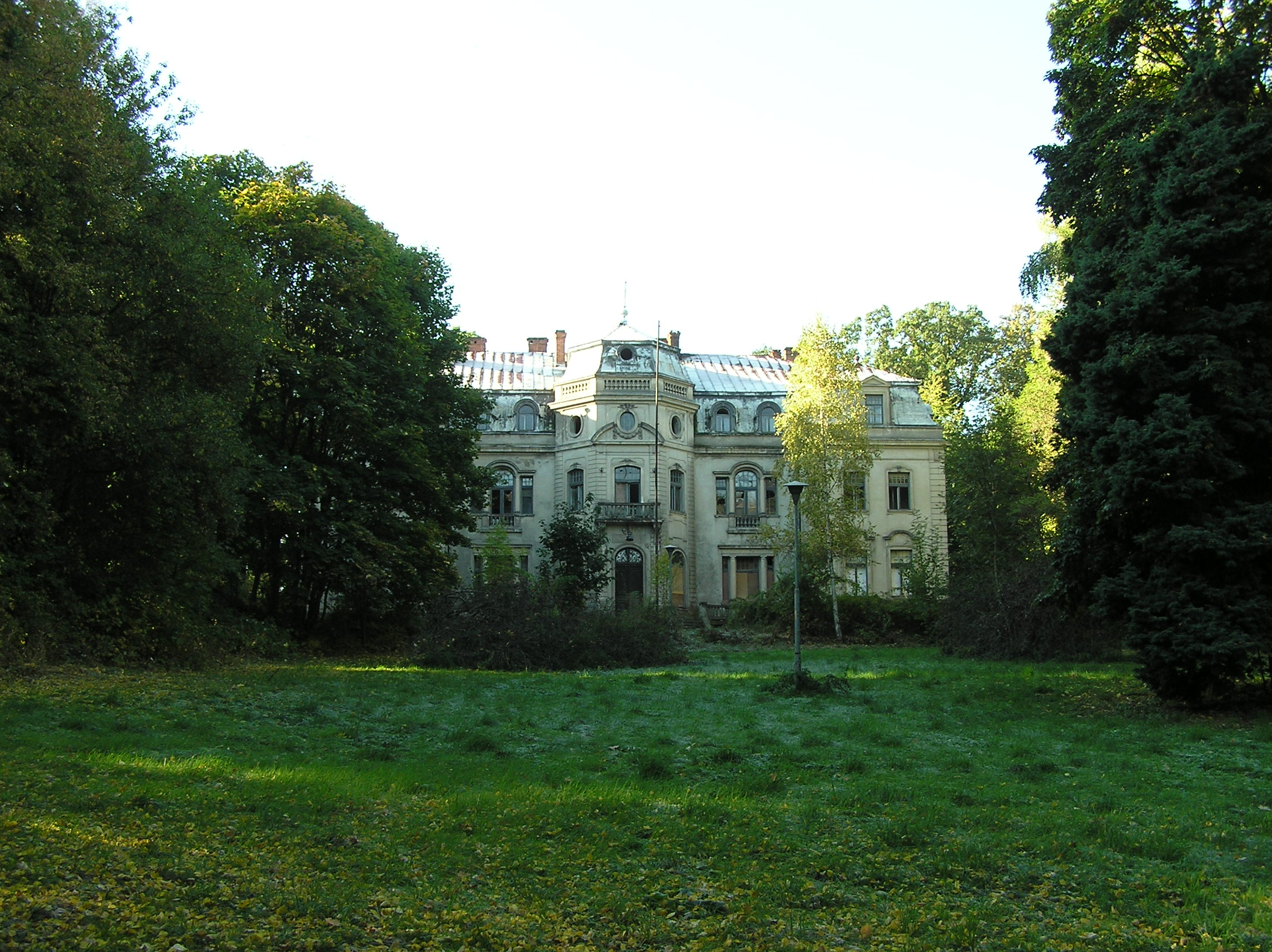
Pałac Dembińskich w Borkowicach

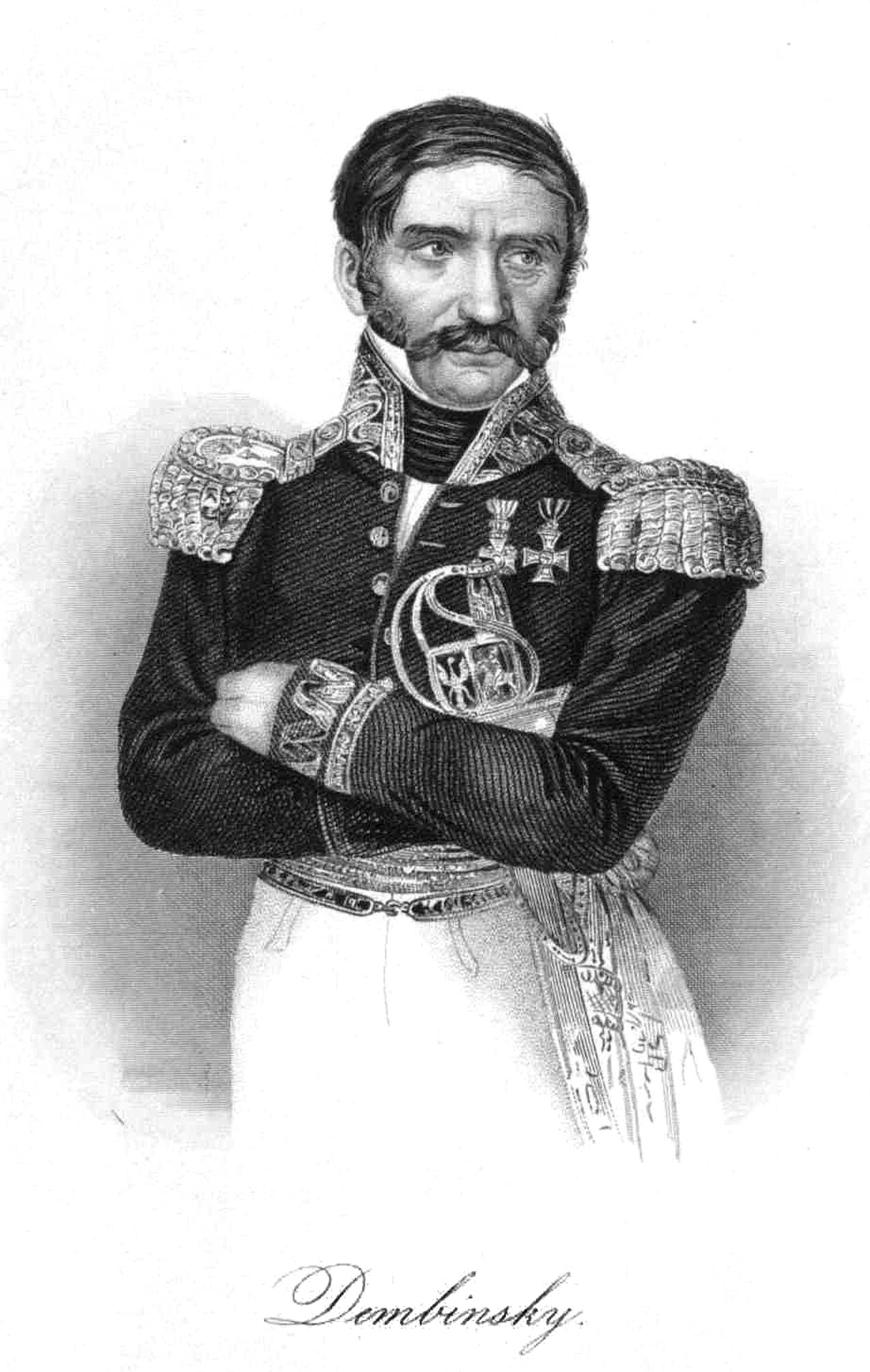
generał Henryk Dembiński

Dembińscy herbu Nieczuja – polski ród szlachecki. Gałąź rodu Nieczujów, która wzięła swe nazwisko od Dembian (dziś Dębiany w gminie Obrazów). Niektórzy członkowie rodu używali herbu własnego – odmienionej Nieczui. Dembińscy piastowali niskiej rangi urzędy ziemskie (co najmniej trzech kolejnych mieczników różańskich nosiło nazwisko Dembiński) i duchowne (w tym zakonne), a także funkcje wojskowe. Rodzina posiadała majątki ziemskie w wielu miejscowościach – głównie w sandomierskiem, ale także w krakowskiem. Przedstawiciele rodu żyją do dziś, zarówno w Polsce, jak i na emigracji (USA, Australia).

## Początki rodu
Dembińscy dzielili Dembiany z siostrami Klaryskami. Najwcześniejsza wzmianka dotyczy Stanisława Dembińskiego. Pochodzi ona z roku 1376, kiedy to Stanisław otrzymał, wraz z Klaryskami, przywilej niemiecki dla wsi. Dembińscy posiadali wówczas też pobliski Byszów i Niedrzwicę.

## Przedstawiciele rodu

### Duchowni
- Jan, syn Jana studiował w 1470 roku na Uniwersytecie Krakowskim. Ten sam Jan był w 1520 kanonikiem sandomierskim i kapelanem królowej.
- Piotr Dembiński, kanonik krakowski i sekretarz królewski w 1658, archidiakon kurzelowski w 1663, opat koronowski w 1664.
- Katarzyna Dembińska pełniła funkcję przeoryszy Dominikanek na Gródku w Krakowie w roku 1741.
- Józef Dembiński, doktor obojga praw, proboszcz stryszowski i zakrzowski[1]  w 1759, został pronotariuszem apostolskim w 1771.
- Józef Dembiński był proboszczem w Mokrsku w 1763, kanonikiem brzozowski w 1769, inflanckim w 1777 oraz proboszczem w Wodzisławiu w tym samym roku.

### Urzędnicy ziemscy i dworscy
- Andrzej Dembiński piastował w 1657 roku urząd miecznika różańskiego i poborcy chęcińskiego.
- Sebastian Dembiński był kolejnym miecznikiem różańskim (rok 1671)
- Michał Dembiński, łowczy wołyński w 1670, piastował stanowisko sędziego kapturowego powiatu ksiąskiego w 1674.
- Piotr Dembiński, podczaszy chełmiński w 1704, został kasztelanem oświęcimskim w 1720 i bieckim w 1728.
- Jan Dembiński pełnił w 1713 urząd miecznika różańskiego.
- Jan Dembiński był w 1730 miecznikiem inowłodzkim.
- Arnolf Stefan Dembiński był w 1730 roku podczaszym krakowskim.
- Jerzy Dembiński, starosta zbigniowiecki posłował z krakowskiego na elekcję w 1764 i sejm w 1768.
- Franciszek Dembiński był w 1749 podczaszym wiślickim, chorążym bracławskim w 1750, oraz posłem na elekcję w latach 1764 i 1767. W roku 1787 otrzymał Order Świętego Stanisława.
- Sebastian Dembiński, był cześnikiem nowogrodzkim w 1774.
- Ludwik Dembiński, oficer Wojska Polskiego, posłował na sejmy w latach 1820–1828.

### Wojskowi
- Józef Antoni Dembiński nosił w 1723 tytuł chorążego bracławskiego.
- Franciszek Michał Dembiński pełnił funkcję podpułkownika wojsk koronnych w 1722 oraz łowczego wołyńskiego.
- Franciszek Tadeusz Dembiński był chorążym pancernym w 1769, chorążym kawalerii narodowej w 1783, pułkownikiem kawalerii narodowej w 1785.
- Kacper Dembiński, oficer Wojska Polskiego, walczył w kampaniach napoleońskich i zmarł na wojnie w 1809.
- Jan Dembiński, oficer Wojska Polskiego, walczył w kampaniach napoleońskich i zmarł na wojnie w 1812.

- Jednymi z najbardziej znanych członków rodu byli Ignacy Dembiński (syn Arnolfa Stefana) i jego syn – generał Henryk Dembiński.

### Naukowcy
- Bronisław Dembiński był w XIX wieku profesorem uniwersytetu lwowskiego.

## Posiadłości rodu
Dembińscy w różnych okresach posiadali majątki: Borkowice, Borycz, Brusy, Byszów, Chwaścice, Czaple Wielkie, Czechów, Dąbie, Dębiany, Góry, Kamodzice, Kije, Kosocice, Kotlice, Kowalów, Lasochów, Marcówka, Michałów, Mietel, Mokrsk, Niedrzwica, Pękosław, Pieczonga, Polichno, Przysucha, Rajsko, Roszki, Rzeszówek, Soboniowice, Soboszów, Strzałkowice, Sudołek, Swaryszewice, Szczytniki, Święcice, Witkowice k. Ropczyc, Zbikał, Zembrzyce, Zgórsko.